# Regionalbus-Gesellschaft Unstrut-Hainich- und Kyffhäuserkreis
Die Regionalbus-Gesellschaft Unstrut-Hainich- und Kyffhäuserkreis mbH ist der Betreiber des regionalen Busverkehrs im Unstrut-Hainich-Kreis und im Kyffhäuserkreis. Das Unternehmen hat 139 Mitarbeiter und befährt mit 77 Bussen über 40 Linien.
Sitz des Unternehmens ist Mühlhausen, Geschäftsstellen befinden sich in Bad Langensalza und Sondershausen.

## Regionallinien

### Mühlhausen
- Linie 111: Mühlhausen – (Kaisershagen) – Horsmar – Zella
- Linie 112: Mühlhausen – (Kaisershagen) – Eigenrode – Beberstedt – Hüpstedt – Sollstedt – Kleinkeula
- Linie 130: Mühlhausen – Schlotheim – Ebeleben – Sondershausen (LBL)
- Linie 131: Mühlhausen – Volkenroda – Schlotheim – Ebeleben – Sondershausen
- Linie 141: Mühlhausen – Höngeda – Seebach – Großengottern – Altengottern
- Linie 142: Mühlhausen – Großengottern – Schönstedt – Weberstedt
- Linie 151: Mühlhausen – Langula – Oberdorla – Heyerode – Wendehausen (– Schierschwende)
- Linie 152: Mühlhausen – Oberdorla – Langula – Kammerforst
- Linie 153: Mühlhausen – Niederdorla – Flarchheim
- Linie 154: Mühlhausen – Kammerforst – Thiemsburg (Nationalparkbus)
- Linie 160: Mühlhausen –  Langula – Nazza – Hallungen – Mihla – Lauterbach – Eisenach (LBL)
- Linie 161: Mühlhausen – Eigenrieden – Wendehausen – Schierschwende
- Linie 162: Mühlhausen – Struth – Faulungen – Lengenfeld unterm Stein – Hildebrandshausen
- Linie 171: Mühlhausen – Lengefeld – Bickenriede – Büttstedt

### Bad Langensalza
- Linie 728: Bad Langensalza – Großwelsbach – Issersheilingen
- Linie 732: Lützensömmern – Bad Tennstedt
- Linie 733: Bad Langensalza – Mülverstedt – Flarchheim
- Linie 735 b: Döllstedt – Bad Tennstedt – Ballhausen
- Linie 739: Bad Tennstedt – Bruchstedt – Bad Langensalza
- Linie 740: Hornsömmern – Bad Tennstedt – Bad Langensalza
- Linie 743: Bad Langensalza – Sundhausen – Kirchheilingen – Blankenburg – Bruchstedt
- Linie 745: Bad Langensalza – Altengottern

### Sondershausen
- Linie 411: Sondershausen – Himmelsberg – Kleinberndten
- Linie 422: Sondershausen – Ebeleben – Keula
- Linie 432: Ebeleben – Schlotheim – Mehrstedt
- Linie 433: Ebeleben – Großenehrich – Wolferschwenda – Ebeleben
- Linie 434: Sondershausen – Ebeleben – Greussen
- Linie 441: Sondershausen – Westerengel – Otterstedt – Topfstedt – Greussen
- Linie 442: Sondershausen – Westerengel – Oberbösa
- Linie 443: Sondershausen – Schernberg – Thalebra – Hohenebra – Oberspier – Niederspier
- Linie 444: Oberbösa – Westerengel – Greussen
- Linie 446: Obertopfstedt – Greussen
- Linie 447: Greussen – Ottenhausen – Straußfurt – Greussen
- Linie 448: Straußfurt – Greussen
- Linie 451: Sondershausen – Steinthaleben – Bad Frankenhausen
- Linie 452: Sondershausen – Hachelbich – Göllingen
- Linie 461: Sondershausen – Badra – Kelbra
- Linie 471: Sondershausen – Großfurra – Straußberg
- Linie 530: Sondershausen – Bad Frankenhausen – Artern (LBL)

## Stadtbuslinien
Das Tochterunternehmen Stadtbus-Gesellschaft Mühlhausen und Sondershausen mbH betreibt seit 2007 die Stadtbuslinien in Mühlhausen und Sondershausen. Das Unternehmen hat 28 Mitarbeiter und betreibt mit 18 Bussen 11 Buslinien.

### Mühlhausen
Von 1898 bis 1969 bediente die Straßenbahn Mühlhausen mit zwei Linien den innerstädtischen Verkehr.
- Linie 2:  Bahnhof – Th.-Müntzer-Str. – Untermarkt – Bastmarkt – Schwanenteich
- Linie 3A: Bahnhof – ZOB – Altenburgstraße – Felchta
- Linie 5: Bollstedt – Görmar – Forstberg – Bahnhof – ZOB – Blobach – Schwanenteich – Weißes Haus
- Linie 7: Bonatplatz – An der Trift – Bahnhof – ZOB – Sambach
- Linie 8/1: Felchta – Unterstadt – Oberstadt – Forstberg – ZOB – Harwand – Ammern, OBI
- Linie 8/2: Felchta – Bahnhof – ZOB – Harwand – Ammern, OBI

### Sondershausen

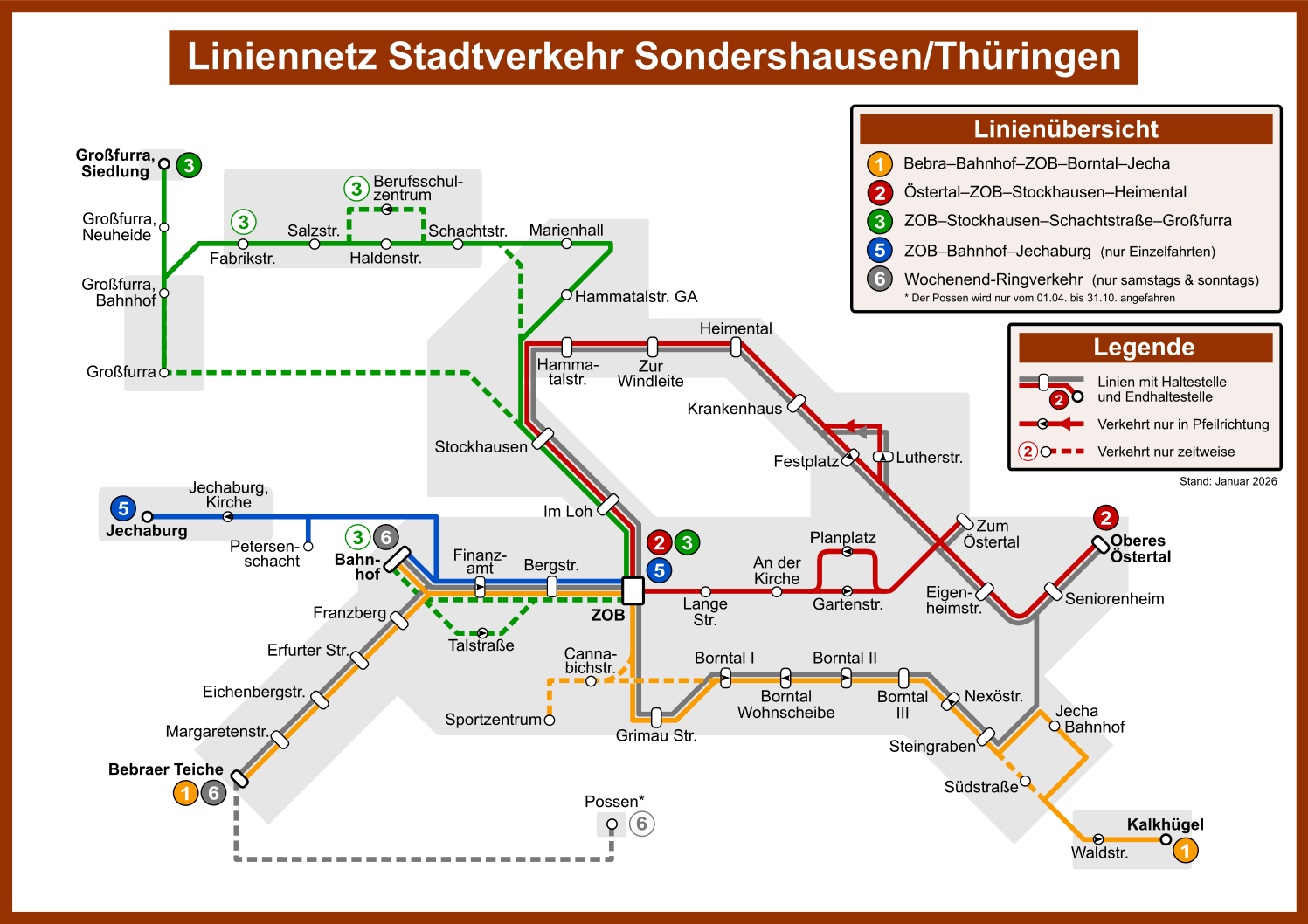
Übersicht Stadtbus Sondershausen

- Linie 1: Kalkhügel – Jecha – Borntal – ZOB – Bahnhof – Franzberg – Bebraer Teiche
- Linie 2: Oberes Östertal – ZOB – Stockhausen – Krankenhaus
- Linie 3: ZOB – Stockhausen – Großfurra – Neuheide
- Linie 5: ZOB – Bahnhof – Petersenschacht – Jechaburg
- Linie 6: Bebraer Teiche – Bahnhof – Borntal – Östertal – Krankenhaus – Stockhausen – Bahnhof – Bebraer Teiche

## Fuhrpark
Der Fuhrpark der Regionalbus-Gesellschaft Unstrut-Hainich- und Kyffhäuserkreis mbH, sowie der Stadtbus-Gesellschaft Mühlhausen und Sondershausen mbH besteht ausschließlich aus Linienomnibussen aus dem Hause Mercedes (Linienfahrzeuge).
Linienfahrzeuge
- Mercedes-Benz Citaro O 530 (Solobus)
- Mercedes-Benz Citaro 2     (Solobus)
- Mercedes-Benz Citaro 2 G       (Gelenkbus)
- Mercedes-Benz Integro
- Mercedes-Benz Citaro O 530 L
- Mercedes-Benz Intouro
- Mercedes-Benz Tourismo
- Mercedes-Benz O 818 Destino

Sonderfahrzeuge
- 2 Wegebahnen
- 1 ROBUR-Oldtimer-Bus

## Weblink
- Website des Unternehmens